# ハマの静香は事件がお好き
『ハマの静香は事件がお好き』（ハマのしずかはじけんがおすき）は、2003年から2009年までフジテレビ系で放送されたテレビドラマシリーズ。全6回。主演は片平なぎさ。
放送枠は「金曜エンタテイメント」（第1作 - 第4作）、「金曜プレステージ」（第5作・第6作）。

## ストーリー
元高校教師で、「鬼の音無」異名を持つ音無静香は、元刑事の父親が生前に作った便利屋会社「横浜猫の手商会」を継ぎ、一癖も二癖もある前科者4人の労働と更生を手助けしている女社長。
しかし、契約先で起こった殺人事件のトラブルに巻き込まれてしまい、元前科者達の集まりという事で、横浜市警の阿久津刑事からは犯人と疑われ、目の敵にもされていた。
静香は更生した4人の社員の為、父の遺した猫の手商会にかかる濡れ衣も晴らす意味で、前科者達4人の特技（犯罪技術）も駆使しつつ、横浜猫の手商会社員一丸となって、殺人事件解明に動いていく。

## 登場人物

### 横浜猫の手商会
音無静香
演 - 片平なぎさ
主人公。父の言葉に従い、横浜の中華街路地で便利屋「横浜猫の手商会」を営む社長。元高校教師で、その当時から「鬼の音無」の通称を持っていた。刑事である父親譲りの執念深さと諦めない意志の強さで、自分や社員にかかる疑いを晴らすために奔走し、事件も分析していく。
一方で事件解決に活躍しても、かつての犯罪技術を駆使せざるを得ない社員達の行動にも頭を悩ませている。
竹ノ塚俊道
演 - 石井正則
専務。元ニセ弁護士で、偽の弁護士バッジを小道具に使っているが、一応の法学知識もそれなりに学んでおり、それを元にした話術や交渉で、犯人グループ等への牽制も行う。静香や、他の3人が集めた事件の情報や、人物データの分析と事件状況解析等も任務の一つ。三村まゆみという恋人がいる（第2作）。
小心で頼りなげな面が多いが、いざという時に相手に立ち向かう度胸も持っている。
岡田金治
演 - でんでん
社員。元金庫破りで、ピッキングなどを行い、疑いがかけられた時や、相手方の周辺調査の際には、鍵を開けて住宅内に侵入したり、金庫に隠された重要な証拠や書類などを見つけ出すのに貢献する。屋台で天津甘栗を売る事もある。
トラと一緒に肉体労働専門だが、2人で事件情報を集める事も多い。
斉木銀子
演 - 田根楽子
社員。元スリで、疑いを持った相手や、警察の内部情報を探る時には、相手にぶつかってメモや書類を奪い取る。それらを掴んだ後は、一応は元の持ち主に返すようなフォローもする。
変装も得意で、それを活かしての情報収拾も行う。
朝日虎之助
演 - 赤井英和
社員。自称「通天閣のトラ」で、「侠客」を気取っている元ヤクザ。腕っ節が強く、静香のボディガードも兼ねており、共に行動する事が4人の中で一番多い。第3作でその出生が明らかにされた。昔のヤクザ仲間にはその名が知れ渡っていて、そこから事件情報を仕入れる事もある。
静香に密かに好意を寄せているが、前科者である負い目から口に出せず、他の3人同様に静香に全く頭が上がらない。

### 警察関係者
阿久津
演 - 木下ほうか
山下警察署刑事。階級は警部補。管轄で起こった殺人事件を強引なやり方で解決しようとし、その度に警察の権威を振りかざし、事件関係者への配慮が全く無い。
前科者の集まりという事で猫の手商会を犯人として疑い、目の敵にして何度もお縄にかけようとするが、静香達に常に真犯人を見つけ出されて事件解決され、悔しがる事が殆ど。
沖田
演 - 本田大輔（第2作 - ）
阿久津の部下の刑事。思考が阿久津とあまり大差無く、事件現場にいたという理由だけで猫の手商会社員を犯人として逮捕しようとするが、阿久津共々しっぺ返しを受ける事がもっぱら。

### その他
音無淳一郎
演 - 阿部六郎（第1作 - 第4作）
静香の父。故人。元警察官で、静香の机の遺影で登場。

### ゲスト
第1作「死神からの携帯電話」（2003年）
- 小早川（山下警察署 刑事） - 村上幸平
- 今村千佳（高校3年生） - 野村恵里
- 宮津あかり（千佳の友人・3か月前自殺） - 小出由華
- 磯川五郎（山下警察署 生活安全課 警部・実は加奈子の元夫で、あかりの実父） - 石立鉄男
- 上田誠（大学教授・独身） - 藤田宗久
- 清水直哉（銀行員） - 田原正治
- 松野雄太（静香の教え子） - 滝川英治
- 今村（千佳の母） - 元井須美子
- 千佳の友人 - 時田夏子、麻生めぐみ
- 小学生 - 逸見春菜
- 高校生 - 神代清美
- 宮津加奈子（あかりの母・料理屋女将） - 山口果林

第2作「火事現場から消えた恋人の焼死体…遺産を狙う犯人が利用する兄妹愛の悲劇を便利屋探偵が救う」（2004年）
- 瀬戸圭一（弁護士） - 勝村政信
- 三村まゆみ（キャバクラ嬢・結城の実妹・竹ノ塚の恋人） - 上原さくら（幼少期：美山加恋）
- 森川武大（資産家） - 犬塚弘
- 結城丈太郎（ホストクラブの用心棒・まゆみの実兄） - 遠藤憲一
- 須藤（ホスト） - 稲宮誠
- ミキ（キャバクラ嬢） - 久保田磨希
- ホスト - 日向丈、森川次朗
- 会社社長 - 向井恭介

第3作「虎之助が殺人犯!? 春節祭の中華街に連続殺人の衝撃！明かされる出生の謎」（2005年）
- 沢田輝明（チャイニーズカフェ 社長・晴子の息子・沢田家へ婿養子） - デビット伊東
- 蒲生和義（元町ダイニング 社長・蒲生と先妻の息子・輝明の異母兄弟） - 矢島健一
- 菊地 - 石塚義之
- 稲本良樹（トップ屋） - 堀勉
- 宮村（地元議員） - 平野稔
- 主婦 - 山口みよ子
- 速水雅也（晴子の秘書） - 池田政典
- 沢田弥生（輝明の妻・役員） - 中島ひろ子
- 蒲生晴子（レストラン「元町ダイニング」会長・蒲生の後妻） - 岸田今日子

第4作「教え子が殺人犯！真実を語らない少女の秘めた想いとは…便利屋探偵が冤罪事件に挑む鍵を握る魔性の女」（2006年）
- 杉浦里菜（静香の教え子・元ホステス） - 大谷允保
- 黒川由紀也（ソフト販売会社社長・3年前死亡） - 四方堂亘
- ニューハーフ - 深沢敦
- 村上太一（寿司屋） - 川村陽介
- 姉小路豊（ぼったくりバー店長） - 松本匠
- 真実格造（編集者・竹ノ塚の仲間） - 隈部洋平
- 佳代子（長瀬家の家政婦） - 中真千子
- 店主 - かとうあつき
- チンピラ - 武井秀哲
- 猿渡豪（長瀬家のボディガード） - 船木誠勝
- 香取和樹（ホテルチェーン社長） - 河相我聞
- 長瀬勇作（IT企業社長） - 岡田浩暉
- 長瀬美奈子（黒川の元妻・現在は長瀬の妻） - 荻野目慶子

第5作「高級絵画に秘められた殺人の謎…仮面夫婦の悲しき運命と綿密に仕組まれた罠 便利屋探偵最大危機」（2008年）
- 小田切彩（平蔵の後妻・元ホステス） - 山口香緒里
- 小田切雅也（平蔵と先妻の息子） - 松田悟志
- 吾妻（画廊） - 野村昇史
- 郷田孝司（贋作作家） - 志賀圭二郎
- 磯貝陽一郎（資産家の長男） - 世古陽丸
- 朝倉八重子 - 酒井麻吏
- 朝倉陽平（小田切家の経営コンサルタント・静香の元恋人） - 美木良介
- 福田 - 新井量大
- 商店主 - 芝崎昇
- さゆり（ホステス） - 加藤ちえり
- 小田切平蔵（横浜猫の手商会の得意先） - 寺田農

第6作「便利屋探偵VS極悪詐欺集団!! マルチ商法に結婚詐欺あの男が憎い 男達のもつれた過去と憎悪が呼ぶ連続殺人…鍵を握る隠された親子の絆」（2009年）
- 森下沙織（喫茶店「アンセルモ」マスター店員、小野寺の実娘） - 馬渕英俚可
- タマコ - 石井トミコ
- 田中泰治（人材派遣会社「カラザスタッフ」社員・中田と名乗る） - 藤田宗久
- 妙子（被害者） - 呑山仁奈子
- 結婚紹介所社員 - 斎藤修
- 詐欺師 - 志賀正人
- 樋口達也（門倉の秘書） - 東根作寿英
- 門倉純一（カラザスタッフ 社長） - 小木茂光
- 小野寺祐三（喫茶店「アンセルモ」マスター、沙織の実父） - 目黒祐樹

## スタッフ
- 企画 - 金井卓也（フジテレビ / 第1作・第2作・第5作）、荒井昭博（フジテレビ / 第1作・第2作）、保原賢一郎（フジテレビ / 第3作・第4作）、和田行（フジテレビ / 第4作）、太田大（第6作）
- 脚本 - 篠原高志（第1作）、いずみ玲（第2作 - ）
- 音楽 - 石田勝範（レガートミュージック）
- 監督 - 林徹（フジテレビ / 第1作・第2作）、示野浩司（第3作）、葉山浩樹（フジテレビ / 第4作 - ）
- 技術協力 - ジェニック
- 美術協力 - テレビ朝日クリエイト
- 編集･MA - ビデオフォーカス（第1作・第2作）、ザ・チューブ（第1作）、3one（第2作・第3作・第5作）、バスク（第4作）
- ロケ協力 - 横浜フィルムコミッション
- プロデューサー - 木村康信（大映テレビ）
- 制作 - フジテレビ、大映テレビ

## 放送日程
| 話数 | 放送日        | サブタイトル | 脚本     | 監督     | 視聴率 |
| ---- | ------------- | --- | -------- | -------- | ------ |
| 1    | 2003年4月25日 | 死神からの携帯電話 | 篠原高志 | 林徹     | 15.6%  |
| 2    | 2004年6月11日 | 火事現場から消えた恋人の焼死体… 遺産を狙う犯人が利用する兄妹愛の悲劇を便利屋探偵が救う                                      | いずみ玲 | 林徹     | 16.9%  |
| 3    | 2005年3月18日 | 虎之助が殺人犯!? 春節祭の中華街に連続殺人の衝撃！明かされる出生の謎                                                         | いずみ玲 | 示野浩司 | 14.7%  |
| 4    | 2006年7月07日 | 教え子が殺人犯！真実を語らない少女の秘めた想いとは… 便利屋探偵が冤罪事件に挑む鍵を握る魔性の女                              | いずみ玲 | 葉山浩樹 | 14.7%  |
| 5    | 2008年4月25日 | 高級絵画に秘められた殺人の謎… 仮面夫婦の悲しき運命と綿密に仕組まれた罠 便利屋探偵最大危機                                   | いずみ玲 | 葉山浩樹 | 09.6%  |
| 6    | 2009年8月21日 | 便利屋探偵VS極悪詐欺集団!! マルチ商法に結婚詐欺あの男が憎い 男達のもつれた過去と憎悪が呼ぶ連続殺人…鍵を握る隠された親子の絆 | いずみ玲 | 葉山浩樹 | 10.0%  |

- 視聴率はビデオリサーチ調べ、関東地区・世帯